# Olympische Winterspiele 2014/Teilnehmer (Argentinien)
| Gelbes Symbol für Goldmedaillen mit stilisierten Olympischen Ringen | Graues Symbol für Silbermedaillen mit stilisierten Olympischen Ringen | Braundes Symbol für Bronzemedaillen mit stilisierten Olympischen Ringen |
| ------------------------------------------------------------------- | --------------------------------------------------------------------- | ----------------------------------------------------------------------- |
| —                                                                   | —                                                                     | —                                                                       |

Argentinien nahm an den Olympischen Winterspielen 2014 in Sotschi mit sieben Athleten in zwei Sportarten teil. Fahnenträger der argentinischen Delegation bei der Eröffnungszeremonie war Cristian Simari Birkner.

## Sportarten

### Ski Alpin
Frauen
- Salomé Báncora
  - Riesenslalom (47. Platz)
  - Slalom (25. Platz)
- Julietta Quiroga
  - Riesenslalom (im 1. Durchgang ausgeschieden)
- Macarena Simari Birkner
  - Superkombination (Abfahrt: 31. Platz; Slalom: 18. Platz; Gesamt: 20. Platz)
  - Abfahrt (32. Platz)
  - Super G (26. Platz)
  - Riesenslalom (39. Platz)
  - Slalom (27. Platz)

Männer
- Sebastiano Gastaldi
  - Riesenslalom (im 1. Durchgang ausgeschieden)
- Jorge Francisco Birkner Ketelhohn
  - Superkombination (Abfahrt: 48. Platz; Slalom: ausgeschieden)
  - Super G (49. Platz)
  - Riesenslalom (im 1. Durchgang ausgeschieden)
- Cristian Javier Simari Birkner
  - Abfahrt (nicht gestartet)
  - Superkombination (Abfahrt: 43. Platz; Slalom: 27. Platz; Gesamt: 29. Platz)
  - Super G (47. Platz)
  - Riesenslalom (40. Platz)

### Skilanglauf
Männer
- Federico Cichero
  - 15 km klassisch (83. Platz)